# Otger

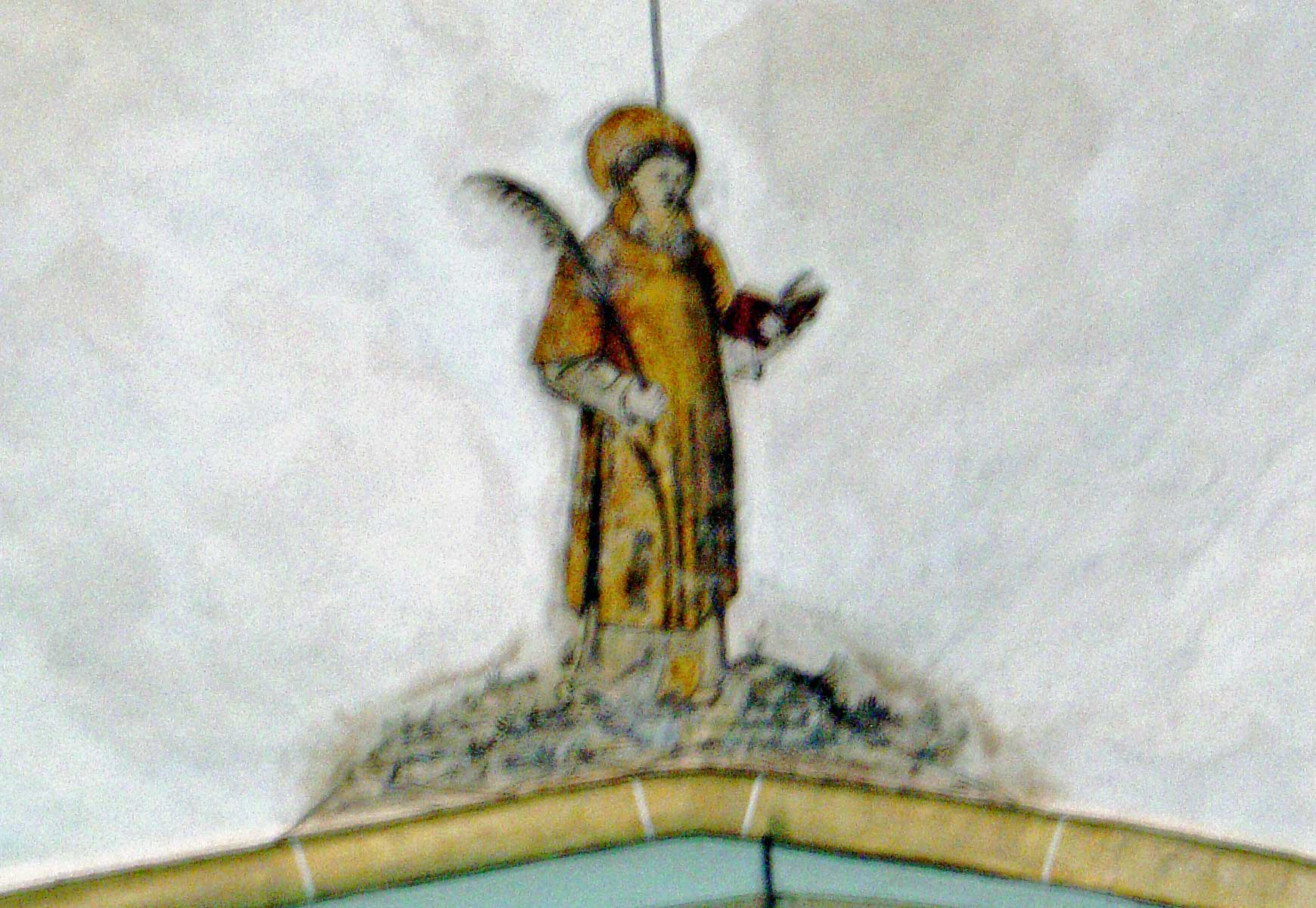
Afbeelding van de heilige Otger in de Martinikerk van Groningen

Otger is een heilige die als missionaris actief was in de achtste eeuw.

## Levensloop
Hij was afkomstig uit Engeland en zou als diaken samen met Wiro en Plechelmus naar het vasteland zijn gekomen. Van Otger is zeer weinig met zekerheid te zeggen. In Stadtlohn, in Duitsland, geldt hij als stichter van de oudste kerk daar. Volgens de overlevering is hij begraven in Sint Odiliënberg. Relikwieën van Otgerus bevinden zich in Sint Odiliënberg, de Martinikerk in Groningen en de Sint-Martinuskerk in Utrecht.

## Verering
Otger werd in de tiende eeuw heilig verklaard door bisschop Balderik van Utrecht. Hij is de patroonheilige van Stadtlohn. In Nederland is hij verbonden met de oudste kerk in Groningen, de huidige Martinikerk. Mogelijk was een van de voorgangers van die kerk aan Otger gewijd. In de tegenwoordige Martinikerk bevindt zich een gewelfschildering van hem. Zijn naamdag, 10 september, gold in de middeleeuwen in Groningen als betaaldag.